# Xã Troy, Quận Morrow, Ohio
Xã Troy (tiếng Anh: Troy Township) là một xã thuộc quận Morrow, tiểu bang Ohio, Hoa Kỳ. Năm 2010, dân số của xã này là 1.129 người.